# 2 mai
Pour les articles homonymes, voir Deux-Mai.
2 avril 2 juin
Chronologies thématiques
- Croisades
- Ferroviaires
- Sports
- Disney
- Anarchisme
- Catholicisme

Abréviations / Voir aussi
- (° 1852) = né en 1852
- († 1885) = mort en 1885
- a.s. = calendrier julien
- n.s. = calendrier grégorien
- Calendrier
- Calendrier perpétuel
- Liste de calendriers
- Naissances du jour

Le 2 mai est le 122e jour, moins souvent le 123e, de l'année du calendrier grégorien ; il en reste ensuite 243.
Son équivalent était généralement le 13e jour du mois de floréal dans le calendrier républicain français, officiellement dénommé jour du bâton d'or.

## Événements

### XIVesiècle
- 1322 : fondation de la bastide de Grenade-sur-l'Adour par paréage entre la comtesse Jeanne d'Artois, nièce du roi Louis IX (Saint Louis), et Jean de Chanauld, commandeur de l'hôpital de Saint-Antoine de Goloni.
- 1335 : Othon d'Autriche devient duc de Carinthie.

### XVIesiècle
- 1518 : mariage de Madeleine de la Tour d'Auvergne avec le duc d'Urbin(o) Laurent II de Médicis.
- 1536 : arrestation d'Anne Boleyn, qui sera décapitée.
- 1598 : paix de Vervins.

### XVIIesiècle
- 1661 : tremblement de terre à Panama
- 1668 : Louis XIV obtient, par le traité d'Aix-la-Chapelle, le sud du Comté de Flandre et des fragments du Hainaut, mais renonce à la Franche-Comté.

### XVIIIesiècle
- 1716 : un édit royal autorise John Law à créer la Banque générale[1].
- 1790 : émeute à Marseille, où la foule s'empare de trois forts, et tue l'un de leurs commandants, le chevalier de Beausset, major du fort Saint-Jean.

### XIXesiècle
- 1808 : soulèvement du Dos de Mayo, en Espagne attaquée par Napoléon Bonaparte.
- 1813 : bataille de Lützen, victorieuse pour Napoléon Ier sur les forces russes et prussiennes.
- 1816 : le futur roi des Belges, Léopold de Saxe-Cobourg-Saalfeld, épouse Charlotte de Galles.
- 1866 : bataille navale de Callao, dans le cadre de la guerre hispano-sud-américaine.
- 1879 : création clandestine du parti socialiste ouvrier espagnol.
- 1885 : bataille de Cut Knife, lors de la rébellion du Nord-Ouest.
- 1889 : traité de Wouchalé, entre l'empire éthiopien et le royaume d'Italie.

### XXesiècle
- 1918 : deuxième conférence d'Abbeville.
- 1945 :
  - fin de la bataille de Berlin ;
  - les Américains libèrent le camp de concentration de Wöbbelin.
- 1953 : couronnement du roi Hussein de Jordanie.
- 1982 : pendant la guerre des Malouines, le General Belgrano est coulé par le Conqueror.
- 1989 : un groupe de garde-frontières hongrois, munis de pinces, ouvre les barbelés du rideau de fer marquant la frontière avec l'Autriche (Hegyeshalom).

### XXIesiècle
- 2004 : massacre de Yelwa au Nigeria.
- 2008 : le cyclone Nargis frappe la Birmanie faisant approximativement 140 000 morts.
- 2011 : élections fédérales canadiennes, victoire du Parti conservateur de Stephen Harper.
- 2012 : résolution no 2046, du Conseil de sécurité des Nations unies, à la suite de rapports du secrétaire général sur le Soudan.
- 2013 : massacre d'al-Bayda et de Baniyas, lors de la guerre civile syrienne.
- 2014 : incendie criminel de la Maison des Syndicats d'Odessa, en Ukraine, entraînant la mort de 42 militants pro-russes.
- 2018 : l'organisation indépendantiste basque Euskadi ta Askatasuna annonce sa dissolution.
- 2019 : les élections municipales ont lieu dans tous les districts d'Irlande du Nord et une partie des circonscriptions de l'Angleterre au Royaume-Uni. Les travaillistes et les conservateurs sortent perdants de nombreux sièges à ces élections notamment au profit des libéraux-démocrates opposés au départ du Royaume-Uni de l'Union européenne[2]. Les Verts et des candidats indépendants voient également des résultats en hausse[3].

## Arts, culture et religion
- 1559 : John Knox introduit la Réforme en Écosse.
- 1869 : ouverture des Folies Bergère à Paris.
- 1930 : promulgation de la loi française ayant pour objet de réorganiser la protection des monuments naturels et des sites de caractère artistique, historique, scientifique, légendaire ou pittoresque, née à l'initiative du Touring club.
- 2013 : le pape émérite Benoît XVI revient au Vatican afin d'entrer au monastère Mater Ecclesiæ après deux mois passés au palais des papes de Castel Gandolfo[4].

## Sciences et techniques
- 1952 : le premier avion de ligne civil à réaction De Havilland Comet effectue son premier vol commercial (de Londres à Johannesbourg).
- 2018 : annonce de la première détection d'hélium dans l'atmosphère d'une exoplanète (WASP-107 b).

## Économie et société
- 1968 (et 3 mai[5]) : début des événements de « Mai 68 » à Paris en France (après des signes avant-coureurs dès mars 1968 à la Faculté également francilienne de Nanterre).
- 2023 : Début de la grève des scénaristes américains, qui paralyse l'industrie cinématographique pendant plusieurs mois.

## Naissances

### XIVesiècle
- 1360 : Ming Yongle / 永乐帝 (Zhu Di (朱棣) dit), empereur de Chine de 1402 à sa mort († 12 août 1424).

### XVesiècle
- 1451 : René II, duc de Lorraine († 10 décembre 1508).

### XVIIesiècle
- 1601 : Athanasius Kircher, jésuite allemand († 27 novembre 1680).
- 1644 : Robert Cotton, homme politique anglais († 17 septembre 1717).
- 1660 : Alessandro Scarlatti, compositeur italien († 22 octobre 1725 ou 24 octobre 1725).

### XVIIIesiècle
- 1729 : Catherine II, tsarine russe († 17 novembre 1796).
- 1763 : François Athanase Charette de La Contrie, militaire français, général de l’Armée Catholique et Royale, durant la guerre de Vendée († 29 mars 1796).
- 1772 : Novalis (Georg Philipp Friedrich Freiherr dit), poète et romancier allemand († 25 mars 1801).
- 1786 : Caroline Boissier-Butini, compositrice et pianiste suisse († 17 mars 1836).

### XIXesiècle
- 1806 : Catherine Labouré, sainte catholique française, Fille de la Charité, témoin d'apparitions de la Vierge Marie à Paris[6] († 31 décembre 1876).
- 1828 : Désiré Charnay, explorateur, archéologue et photographe français († 24 octobre 1915).
- 1845 : Jean-Marie Cazauran, historien et religieux français († 10 octobre 1910).
- 1859 : Jerome K. Jerome (Jerome Klapka Jerome dit), écrivain anglais († 14 juin 1927).
- 1860 : Theodor Herzl, écrivain et journaliste hongrois († 3 juin 1904).
- 1892 : 
  - Pierre Chayriguès, premier gardien de but français de renom († 19 mars 1965).
  - Manfred von Richthofen, le baron rouge, pilote de chasse allemand († 21 avril 1918).
- 1893 : Ludwig Kasper, sculpteur autrichien († 28 août 1945).
- 1894 : Norma Talmadge, actrice américaine († 24 décembre 1957).
- 1895 : 
  - Lorenz Hart, chanteur lyrique américain († 22 novembre 1943).
  - Wilm Hosenfeld, officier de la Wehrmacht, Juste parmi les nations († 13 août 1952).
- 1896 : Norman Ross, nageur américain, triple champion olympique († 19 juin 1953).
- 1897 : John Frederick Coots, compositeur américain († 8 avril 1985).

### XXesiècle
- 1903 : Benjamin Spock, athlète et pédiatre américain († 15 mars 1998).
- 1904 : Maurice Estève, peintre français († 29 juin 2001).
- 1906 : Aileen Riggin Soule, plongeuse américaine, championne olympique en 1920 († 19 octobre 2002).
- 1915 : Doris Fisher (en), chanteuse et compositrice américaine († 15 janvier 2003).
- 1920 :
  - Jean-Marie Auberson, violoniste et chef d'orchestre suisse († 4 juillet 2004).
  - William Hunt (en), acteur canadien († 27 juin 2007).
- 1921 : Satyajit Ray, réalisateur, scénariste et écrivain indien († 23 avril 1992).
- 1922 : Serge Reggiani, comédien et chanteur français († 23 juillet 2004).
- 1922 : Claude Le Hénaff, officier breton de la France libre, compagnon de la Libération, général († 20 décembre 1995).
- 1923 : Patrick Hillery, homme politique irlandais († 12 avril 2008).
- 1924 : Theodore Bikel, acteur, chanteur et compositeur américain († 21 juillet 2015).
- 1925 : 
  - Eva Aeppli, peintre et sculptrice suisse († 4 mai 2015).
  - Roscoe Lee Browne, acteur de cinéma et metteur en scène de théâtre américain († 11 avril 2007).
- 1926 : Gérard D. Levesque, homme politique québécois († 17 novembre 1993).
- 1928 : Eugen Altenburger, clown suisse († 4 février 2013).
- 1929 : Édouard Balladur, homme politique français, ministre de 1986 à 1988, premier ministre de 1993 à 1995, candidat favori puis malheureux à l'élection présidentielle de 1995.
- 1930 : Mohammad Madjlessi, poète, écrivain et traducteur iranien († 3 janvier 2021).
- 1933 :
  - Hervé Bourges, journaliste et dirigeant de l'audiovisuel français († 23 février 2020).
  - Celeste Caeiro, pacifiste portugaise.
  - Sabah Fakhri, chanteur ténor syrien († 2 novembre 2021).
  - Gérard Jouannest, pianiste français, accompagnateur de Jacques Brel et de Juliette Gréco († 16 mai 2018).
- 1935 : Luis Suárez, joueur puis entraîneur espagnol de football.
- 1936 :
  - Norma Aleandro, actrice argentine.
  - Engelbert Humperdinck, chanteur britannique né en Inde.
  - Michael Rabin, violoniste américain d’origine roumaine († 19 janvier 1972).
- 1938 :
  - Marc Blondel, syndicaliste français († 16 mars 2014).
  - Moshoeshoe II du Lesotho, roi du Lesotho de 1960 à 1970, de 1970 à 1990 et de 1995 à 1996 († 15 janvier 1996).
  - Gilles Richer, scénariste et réalisateur québécois († 9 mai 1999).
- 1940 : Paul Lederman, producteur de spectacles français.
- 1941 : Eddy Louiss, organiste de jazz français († 30 juin 2015).
- 1942 :
  - Wojciech Pszoniak, acteur polonais († 19 octobre 2020).
  - Jacques Rogge, chirurgien belge, président du Comité international olympique de 2001 à 2013.
- 1944 : 
  - Michel Drhey, journaliste français de tennis télévisé.
  - Bob Henrit, musicien britannique du groupe Argent.
- 1945 : Goldy McJohn (en), claviériste canadienne du groupe Steppenwolf († 1er août 2017).
- 1946 :
  - Lesley Gore, chanteuse américaine († 16 février 2015).
  - David Suchet, acteur britannique[7].
- 1948 : Didier de Plaige, journaliste et producteur français.
- 1950 : Lou Gramm, chanteur et auteur-compositeur américain du groupe Foreigner.
- 1951 : John Glascock, bassiste et chanteur britannique des groupes "Carmen" et Jethro Tull († 17 novembre 1979).
- 1952 : Christine Baranski, actrice américaine.
- 1953 : Domitien Ndayizeye, homme d'État burundais, président du Burundi de 2003 à 2005.
- 1955 : 
  - Stefano Colagrande, médecin italien mais d'abord pré-adolescent acteur du rôle-titre d'Andrea du film "L'incompris" de Comencini.
  - Donatella Versace, styliste italienne.
- 1956 : 
  - Régis Labeaume, homme d’affaires et homme politique québécois.
  - Vasile Pușcașu, lutteur roumain, champion olympique.
- 1957 :
  - Dominic L. Gorie, astronaute américain.
  - Hervé Laurent, skipper et expert maritime français.
- 1959 : Russ Grimm (en), joueur puis entraîneur de football américain.
- 1961 :
  - Sophie Thibault, journaliste et animatrice de télévision québécoise.
  - Stephen Daldry, réalisateur, metteur en scène et producteur anglais.
- 1962 :
  - Elizabeth Berridge, actrice américaine.
  - Mitzi Kapture (Mitzi Gaynor Donahue dite), actrice américaine.
  - Vincenzo Maenza, lutteur italien, champion olympique.
- 1964 : Jan Kounen, réalisateur, producteur et scénariste français.
- 1965 : Bruno Le Roux, homme politique français.
- 1966 : 
  - Belinda Stronach, femme d’affaires et femme politique canadienne.
  - Anne Quéméré, navigatrice française
  - Stefano Apuzzo, homme politique, journaliste et écrivain italien
- 1970 : Olivier Bleys, écrivain français.
- 1972 : Dwayne Johnson, catcheur et acteur américain.
- 1973 : Florian Henckel von Donnersmarck, réalisateur et scénariste allemand.
- 1974 : James Thierrée, acteur, danseur, metteur en scène, acrobate et musicien suisse.
- 1975 :
  - David Beckham, footballeur anglais.
  - Raphaèle Biston, compositrice française.
- 1978 : Mike Weaver, hockeyeur sur glace canadien.
- 1979 : Jason Chimera, hockeyeur sur glace canadien.
- 1980 :
  - Pierre-Luc Gagnon, athlète de skateboard québécois.
  - Ellie Kemper, actrice américaine.
  - Fabrice Pancrate, footballeur français.
  - Brad Richards, joueur de hockey sur glace canadien.
- 1981 :
  - l'Algérino (Samir Djoghlal dit), rappeur français.
  - Tiago, footballeur portugais.
- 1982 : Lorie Pester (Laure Pester dite), chanteuse et actrice française.
- 1983 : Tina Maze, skieuse alpine slovène.
- 1984 : Thabo Sefolosha, basketteur suisse.
- 1985 :
  - Lily Allen, chanteuse anglaise.
  - Sarah Hughes, patineuse artistique américaine.
- 1986 : Rémy Robert, acteur, scénariste et réalisateur français, né à Saint-Étienne[8].
- 1987 :
  - Nana Kitade, chanteuse de J-pop japonaise.
  - Kris Russell, hockeyeur sur glace canadien.
- 1989 : Allison Pineau, handballeuse française.
- 1990 :
  - Kay Panabaker, actrice américaine.
  - Erasmo Ramirez, joueur de baseball nicaraguayen.
- 1991 : Dadju (Dadju Djuna Nsungula dit), chanteur de RnB français.
- 1992 : Sunmi (Lee Sun-mi dite), chanteuse sud-coréenne.
- 1993 : Eddy de Pretto, chanteur et acteur français.

### XXIesiècle
- 2015 : Charlotte de Cambridge, fille du duc de Cambridge le prince William et de son épouse Catherine Middleton (famille royale britannique).

## Décès

### IVesiècle
- 373 : Athanase (Ἀθανάσιος), évêque (patriarche) d'Alexandrie de 328 à sa mort (dont cinq exils), figure majeure du christianisme antique, père et docteur des Églises (° vers 296 à 298, saint dont fête à souhaiter ci-après in fine).

### Xesiècle
- 907 : Boris Ier, souverain bulgare (° inconnue).

### XIVesiècle
- 1302 : Blanche d'Artois, régente de Navarre, belle-mère du roi Philippe IV le Bel (° 1248).

### XVesiècle
- 1459 : Antonin de Florence, religieux dominicain, archevêque de Florence de 1446 à 1459, saint catholique (° 1389).

### XVIesiècle
- 1519 : Léonard de Vinci, artiste et homme de sciences italien (° 15 avril 1452).

### XVIIIesiècle
- 1736 : Albertus Seba, zoologiste et pharmacien néerlandais (° 12 mai 1665).
- 1784 : Gabriel Bexon, naturaliste français (° 10 mars 1748).

### XIXesiècle
- 1813 : Jacques Delille, homme d'Église et poète français (° 22 juin 1738).
- 1857 : Alfred de Musset, écrivain français (° 11 décembre 1810).
- 1864 : Giacomo Meyerbeer, compositeur allemand (° 5 septembre 1791).
- 1886 : Hermann Kletke, journaliste allemand (° 14 mars 1813).
- 1887 : Bernhard Studer, géologue suisse (° 21 août 1794).
- 1892 : Hermann Burmeister, zoologiste argentin d'origine prussienne (° 15 janvier 1807).
- 1894 : Stanisław Wolski, peintre polonais (° 8 avril 1859).

### XXesiècle

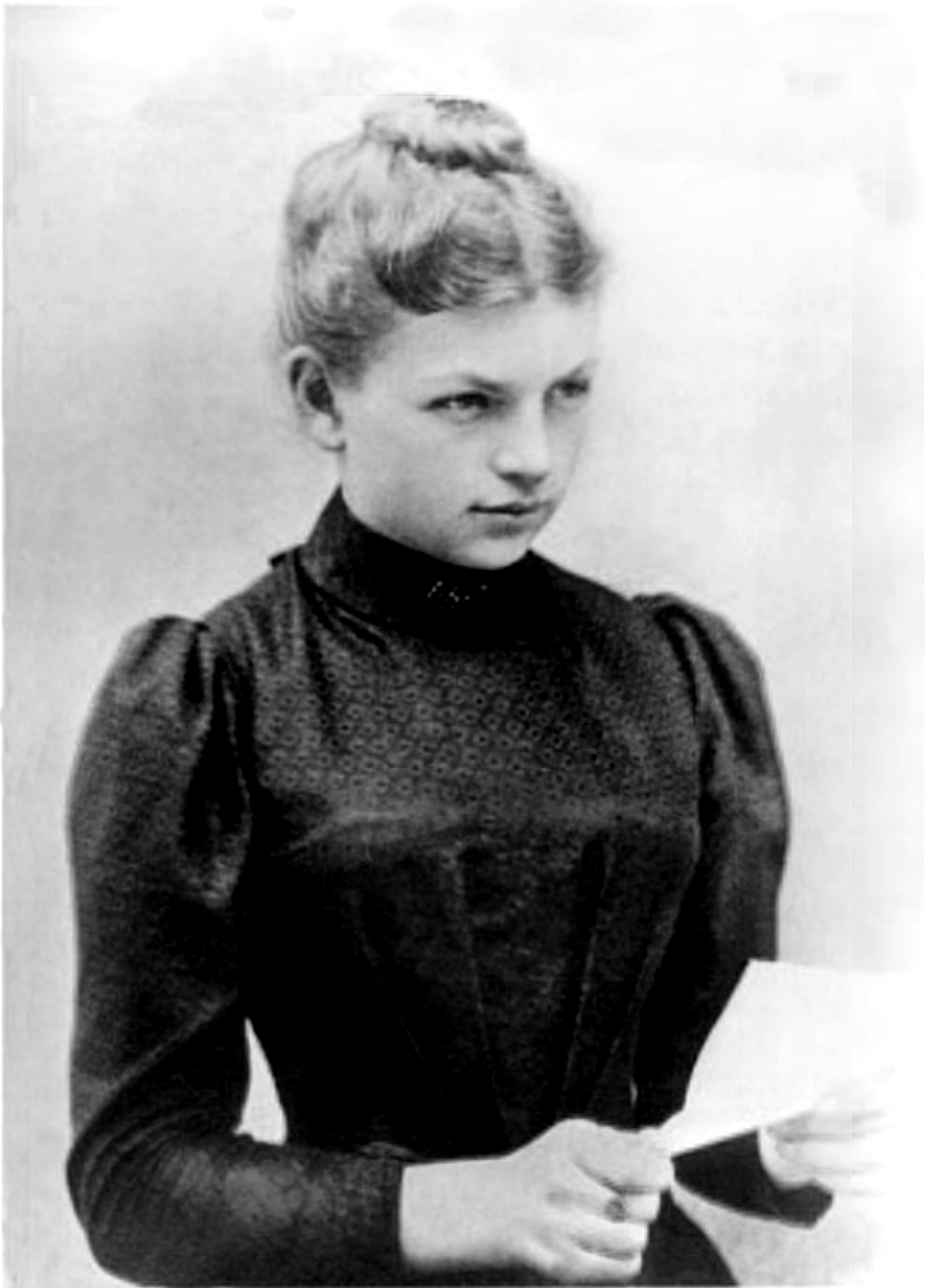
Clara Immerwahr

- 1915 : Clara Immerwahr, chimiste allemande (° 21 juin 1870).
- 1916 : Jules Blanchard, sculpteur (° 25 mai 1832).
- 1918 : Henri Kling, corniste et compositeur français (° 4 février 1842).
- 1925 : Johann Palisa, astronome autrichien (° 6 décembre 1848).
- 1927 : Gustave Burger, homme politique français (° 6 février 1878).
- 1945 :
  - Martin Bormann, haut dignitaire nazi allemand (° 17 juin 1900).
  - Max de Crinis, psychiatre et neurologue ayant exercé pendant le Troisième Reich (° 29 mai 1889).
- 1947 : William Moulton Marston, psychologue, inventeur et écrivain américain (° 9 mai 1893).
- 1950 : Paul Eugen Sieg, physicien et écrivain allemand (° 2 août 1899).
- 1956 : Violet Gibson, irlandaise qui tenta d'assassiner Mussolini en 1926 (° 31 août 1876).
- 1957 : Joseph McCarthy, homme politique américain (° 14 novembre 1908).
- 1963 : Van Wyck Brooks, critique littéraitre et biographe américain (° 16 février 1886).
- 1964 : Nancy Astor, femme politique britannique (° 19 mai 1879).
- 1965 : Lucile Swan, sculptrice et artiste américaine (° 10 mai 1890).
- 1966 : 
  - Torsten Kumfeldt, joueur de water-polo suédois, médaillé d'argent aux Jeux olympiques de 1912 et médaillé de bronze aux Jeux olympiques de 1908 et de 1920 (° 4 janvier 1886).
  - Salvador Moreno Fernández, officier de marine puis homme politique espagnol, ministre franquiste (° 14 octobre 1886).

Franz von Papen

- 1969 : Franz von Papen, homme politique allemand (° 29 octobre 1879).
- 1972 : J. Edgar Hoover, juriste américain, directeur du FBI (° 1er janvier 1895).
- 1975 : Padmaja Naidu, femme politique indienne (° 1900).
- 1979 : Giulio Natta, savant italien, prix Nobel de chimie en 1963 (° 26 février 1903).
- 1982 : Hugh Marlowe, acteur américain (° 30 janvier 1911).
- 1983 : Norm Van Brocklin, quart-arrière puis entraîneur de football américain (° 15 mars 1926).
- 1985 :
  - Attilio Bettega, pilote de rallye italien (° 19 février 1953).
  - Larry Clinton (en), trompettiste, chef d’orchestre et arrangeur américain (° 17 août 1909).
- 1989 : Giuseppe Siri, prélat italien (° 20 mai 1906).
- 1996 : Émile Habibi, homme de lettres arabo-israélien (° 29 août 1922).
- 1997 :
  - John Carew Eccles, scientifique australien, prix Nobel de médecine en 1963 (° 27 janvier 1903).
  - Heinz Ellenberg, écologiste, biologiste et botaniste allemand (° 1er août 1913).
  - Paulo Freire, pédagogue brésilien (° 19 septembre 1921).
- 1998 :
  - Justin Fashanu, footballeur anglais (° 19 février 1961).
  - Pierre Fourcaud, militaire français et compagnon de la Libération (° 29 mars 1898).
  - hide (Hideto Matsumoto dit), chanteur et guitariste japonais (° 13 décembre 1964).
  - Gene Raymond, acteur et réalisateur américain (° 13 août 1908).
  - Carey Wilber, scénariste américain (° 26 juin 1916).
- 1999 :
  - Douglas Harkness (en), militaire et homme politique canadien (° 29 mars 1903).
  - Oliver Reed, acteur britannique (° 13 février 1938).
  - Anahit Tsitsikian, violoncelliste soviétique puis arménienne (° 26 août 1926).
- 2000 : Bobbi Martin (en), chanteuse américaine (° 29 novembre 1939).

### XXIesiècle
- 2002 :
  - Rosa García Ascot, compositrice et pianiste espagnole (° 8 avril 1902).
  - Peter Thomas Bauer, économiste hongrois (° 6 novembre 1915).
  - Sihung Lung, acteur taïwanais (° 1er janvier 1930),
  - Richard Stücklen, homme politique allemand (° 20 août 1916).
  - Hideo Suzuki, réalisateur et scénariste japonais (° 10 mai 1916).
  - William Tutte, mathématicien et cryptanalyste britannique puis canadien (° 14 mai 1917).
- 2003 :
  - Ceslaw Bojarski, faussaire polonais puis français (° 10 octobre 1912).
  - Mohammed Dib, écrivain algérien (° 21 juillet 1920).
- 2004 : Paul Guimard, écrivain français (° 3 mars 1921).
- 2005 :
  - Serge Berg, journaliste français (° 28 juillet 1923).
  - Renée Faure, actrice française (° 4 novembre 1918).
  - Bob Hunter, journaliste canadien, fondateur de Greenpeace (° 13 octobre 1941).
  - Theofiel Middelkamp, cycliste sur route néerlandais (° 23 février 1914).
  - Raisa Struchkova, danseuse russe (° 5 octobre 1925).
  - Wee Kim Wee,  homme politique singapourien, ancien président de Singapour de 1985 à 1993 (° 4 novembre 1915).
- 2006 : Nazim Rzayev, chef d'orchestre azerbaïdjanais (° 14 février 1925).
- 2007 : Abdul Saboor Farid Kuhestani, homme politique afghan (° 1952).
- 2009 :
  - Augusto Boal, écrivain, dramaturge et metteur en scène brésilien (° 16 mars 1931).
  - Marilyn French, écrivaine et militante féministe américaine (° 21 novembre 1929).
  - Albert Goutal, cycliste sur route français (° 1er décembre 1918).
  - Kiyoshirō Imawano, acteur, parolier et compositeur de rock japonais (° 2 avril 1951).
  - Jack Kemp, joueur de foot U.S. puis homme politique américain (° 13 juillet 1935).
  - Lev Shchukin, as de l'aviation soviétique (° 29 octobre 1923).
- 2010 : Lynn Redgrave, actrice anglaise (° 8 mars 1943).
- 2011 :
  - Oussama ben Laden, lors de l'opération Neptune's Spear, islamiste apatride, d'origine saoudienne, dirigeant principal du réseau Al-Qaïda (° 10 mars 1957).
  - Patrick Roy, homme politique français (° 30 août 1957).
  - Nadia Samir (Fatma Zodmi dite), ancienne speakerine puis actrice algéro-française (° 12 avril 1947).
- 2012 :
  - Junior Seau, joueur de football américain (° 19 janvier 1969).
  - Akira Tonomura, physicien japonais (° 25 avril 1942).
- 2013 : Jeff Hanneman, guitariste américain (° 31 janvier 1964).
- 2014 :
  - Jessica Cleaves (en), chanteuse et compositrice américaine du groupe The Friends of Distinction (en) (° 10 décembre 1948).
  - Efrem Zimbalist II, acteur américain (° 30 novembre 1918).
- 2015 :
  - Michael Blake, auteur américain (° 5 juillet 1945).
  - Maïa Plissetskaïa, danseuse russe (° 20 novembre 1925).
  - Caio Mario Garrubba, photographe italien. (° 19 décembre 1923)
  - Ruth Rendell, femme de lettres britannique, auteur de romans policiers (° 17 février 1930).
- 2016 :
  - Amokrane Sabet, champion de MMA abattu par la police indonésienne lors de son interpellation (° 1972).
  - Afeni Shakur, entrepreneur afro-américaine, Panthère Noire, et mère de Tupac Shakur (° 10 janvier 1947).
- 2020 : Idir (Hamid Cheriet dit), artiste et chanteur algérien kabyle (° 25 octobre 1945).

## Célébrations

### Internationales
- Journée mondiale de l'asthme.
- Journée mondiale du thon.

### Nationales
- Indonésie : Hari Pendidikan Nasional (id) (« journée nationale de l'éducation ») en l'honneur du ministre de l'Éducation et de la Culture Ki Hajar Dewantara en 1949.
- Iran : « fête des professeurs »[9].
- Madrid (Espagne et Union européenne à zone euro) : Día de la Comunidad de Madrid (es) / « fête de la communauté autonome (de Madrid ») commémorant la révolte des Madrilènes contre l'armée napoléonienne en 1808 (et son immortalisation dans des tableaux de Goya au musée du Prado).
- Pérou : combate del Callao (« bataille de Callao » supra) commémorant la semi-victoire face à l'attaque d'une flottille espagnole en 1866 pendant la guerre hispano-sud-américaine.
- Pologne (Union européenne) : Dzień Flagi Rzeczypospolitej Polskiej (pl) / « jour du drapeau polonais » la veille de la fête nationale.
- Slovénie (Union européenne à zone euro) : prolongation de la fête du travail du 1er mai[10].

### Saints des Églises chrétiennes

#### Saints des Églises catholiques et orthodoxes
Référencés ci-après in fine, :
- Athanase d'Alexandrie († 373), patriarche d'Alexandrie.
- Boris Ier de Bulgarie († 907), khan des Bulgares.
- Élénaire et Sponsare († 303), vierges et martyres, lors de la persécution de Dioclétien.
- Félix de Séville († IVe siècle), diacre martyr à Séville en Espagne.
- Flamine de Nicomédie († IVe siècle), vierge et martyre.
- Germain le Scot († 490), évêque missionnaire de l'ouest de la Gaule et martyr.
- Néopole, Saturnin, Germain, Célestin († IVe siècle), martyrs à Alexandrie.
- Second d'Ávila (es) († Ier siècle), 1er évêque d'Ávila.
- Ultan de Fosses († 686), 1er abbé de l'abbaye du Mont Saint-Quentin.
- Valbert de Luxeuil ou Gaubert († VIIe siècle), 3e abbé de l'Abbaye Saint-Pierre-et-Saint-Paul de Luxeuil.
- Valentin de Gênes (it) († 325), 1er évêque de Gênes.
- Vindémial de Caspa (it) († 483), évêque de Caspa / Gafsa et Longin, évêque de Pomaria, martyrs sur l’ordre d’Hunéric.
- Wiborada († 925), vierge et martyre à Saint-Gall.
- Zoé d'Attalia († 127) et son époux Hesper, leurs enfants Cyriaque et Théodule, martyrs à Attalia en Pamphylie.

#### Saints et bienheureux des Églises catholiques
Référencés ci-après in fine' :
- Antonin de Florence († 1459), religieux dominicain italien, archevêque de Florence.
- Bolesław Strzelecki († 1941), bienheureux prêtre polonais martyr à Auschwitz.
- Guillaume Tirry (en) († 1654), bienheureux prêtre augustin irlandais, martyr.
- Joseph Nguyen Van Luu († 1854), paysan et catéchiste, martyr à Vĩnh Long sous l’empereur Tự Đức.
- José Maria Rubio († 1929), jésuite prédicateur engagé socialement dans les faubourgs pauvres de Madrid.
- Nicolas Hermansson (sv) († 1391), évêque de Linköping.
- Sandra Sabattini († 1984), bienheureuse laïque italienne.

#### Saints orthodoxes
aux dates parfois "juliennes" / orientales :
- Athanase III de Constantinople († 1656), patriarche de Constantinople.

### Prénoms du jour
Bonne fête aux Boris et ses variantes : Borja, Borya (russe), Borys (polonais), voire Risbo, etc.
Et aussi aux :
- Antonin et ses variantes : Antonino, Antonina, Antonine, Nino, Nina, Tonino ;
- aux Atanase, Athanase et leurs  formes féminines : At(h)anasia, Atanasie, Athanasie (et non pas aux Anastas(i)e et ses variantes) ;
- aux Ave ;
- Flamine et ses variantes : Flaminia, Flaminie, etc. ;
- aux Gaubert et ses variantes : Valbert, Valdebert, Vaubert, Walbert, Waldebert, etc. ;
- aux Ultan et ses variantes féminines : Ultana, Ultane ;
- aux Zoé et ses variantes, au féminin : Zoée, Zoéline et Zoëlle ; et au masculin Zoël.

## Traditions et superstitions

### Dictons
Période des saints cavaliers antérieurs aux saints de glace propice aussi aux dictons météorologiques tels que :
- « À la saint-Antonin, les amoureux se prennent la main. »[réf. nécessaire]
- « À la saint-Boris, mai fait ou défait. » (dicton des Ardennes)[réf. nécessaire]
- « À la veille de saint-Jacques, si tu as le soleil de Pâques, compte que, pour la moisson, le blé sera dru et bon. »[14]
- « Au jour de saint-Boris, par malheur, c'est un mauvais vendangeur. »[15]
- « C'est à la saint-Antonin, que vend son vin le malin. »[15],[16]
- « Si la lune est pleine ou nouvelle, le jour que Sainte-Croix suivra, et qu’il advient que lors il gèle, la plus grande part des fruits mourra. »[17]
- « S’il pleut le premier mai, peu de coings, s’il pleut le deux, ils sont véreux, s’il pleut le trois, il n’y en a pas. »[15]

### Astrologie
- Signe du zodiaque : 12e jour du signe astrologique du Taureau.

## Toponymie
- Plusieurs voies, places, sites ou édifices, de pays ou régions francophones contiennent cette date sous diverses graphies : voir Deux-Mai .